# Burg (relojes)

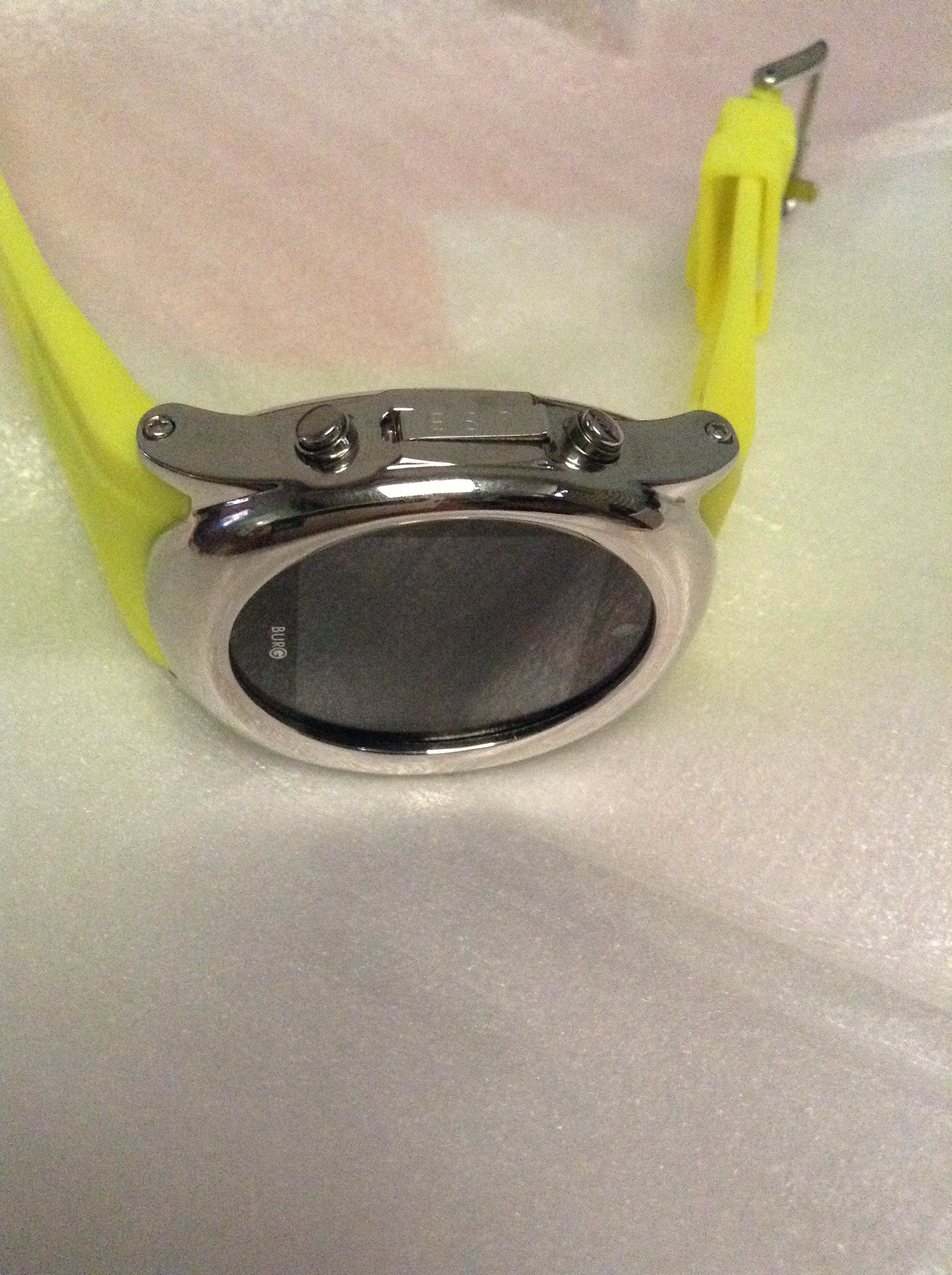
Reloj Celular amarillo de Burg

Burg es una marca de relojes de Holanda que tuvo éxito en 2007 cuando lanzó el primer reloj teléfono del mundo.

## Éxito
En el año 2007 Hermen van den Burg el fundador de la marca decidió combinar la idea de un reloj con un celular móvil. 
Finalmente en 2008 desarrolló el primer prototipo del reloj celular más afamado y lo expuso en una feria internacional.
En 2009 ganó un premio al reloj más innovador. A partir de ahí, comenzó a diseñar muchos más prototipos

## Productos

### Relojes Celulares
- Berlin[2]
- Ibiza[3]
- Retro[4]
- L.A.[5]
- Dubái[6]
- Abitious[7]